# Stengårdsslätt
Stengårdsslätt är en by strax söder om Urshults samhälle i Urshults socken och Tingsryds kommun. Väg mot Stengårdsslätt går direkt söder om Urshults kyrka, skyltat mot Buskahult . Där finns 2020 sju hus och åtskilliga övriga byggnader.
C-G Såg och trä är en enskild firma registrerad 1998 som bedriver verksamhet med sågning av trä, partihandel med virke och byggmaterial samt skogsskötsel. Firman ligger i Stengårdsslätt.
Stengårdsslätt nämns första gången 1667 "Jens i Steengåraslätt" i Rannsakningar efter antikviteter 1667-1690 Wilstadius sidan 21. Gården kallades ofta bara Stengården.

## Beskrivning 1932
Stengårdsslätt, by i Kronobergs län, Urshults kommun  belägen 7 km nordost om Norraryds station. 3 jordbruksfastigheter och 2 andra fastigheter, jordbruksfastigheter taxerade till 26 800 kr, därav 17 800 jordbruksvärde och 9 000 skogsvärde, andra fastigheter taxerade till 3 100.